# Issac Delgado
Issac Felipe Delgado-Ramírez, más conocido como Issac Delgado (Marianao, La Habana, 11 de abril de 1962) es un cantante cubano de salsa.[cita requerida]

## Juventud y familia
Su padre, Luís Delgado, era sastre y su madre, Lina Ramírez, era actriz, bailarina y cantante en el Teatro Musical de La Habana.[cita requerida]
Con diez años entró en el Conservatorio Amadeo Roldán donde estudió violonchelo, un instrumento que no le interesaba. Dos años después dejó el conservatorio y se dedicó al deporte en especial al fútbol recibiéndose de grado en Educación Física. 
Con 18 años Issac se unió al grupo "Proyecto" por petición de Gonzalo Rubalcaba. Este hecho despertó nuevamente su innato amor por la música. En este momento se decidió a estudiar técnica vocal con una de las mejores profesoras en Cuba, Mariana De Gonish. También se matriculó en la escuela para músicos profesionales Ignacio Cervantes.[cita requerida]

### Vida profesional
En 1983 empezó su carrera profesional llegando a ser uno de los miembros de la Orquesta de Pacho Alonso. Empezó a viajar por el mundo con la orquesta y grabó su primer disco compacto (CD). 
En 1987 se convierte en el vocalista de "Galaxia" y graba su segundo CD. 
Un año después lidera el grupo "NG La Banda" como vocalista. Con este grupo consigue una gran fama. Con esta banda grabó tres CD y fue galardonado con el premio EGREM 1990-1991. 
En 1991 crea su propia banda y graba el CD, Dando la Hora bajo la dirección artística de Gonzalo Rubalcaba. Este álbum recibe el premio EGREM 1992. Posteriormente graban el CD Con Ganas que recibe el premio EGREM 1993. 
En 1994 vuelve a recibir este premio por El Chévere de la Salsa y El Caballero del Son.  Por esta misma época, una telenovela cubana, El año que viene, tenía como tema principal la canción de Issac "A lo mejor para el año que viene".
Viaja a  Estados Unidos donde actúa en el 'Festival de Salsa' en el neoyorquino Madison Square Garden con Celia Cruz, José Alberto "El Canario" y Grupo Niche. En Nueva York grabó otro álbum, titulado Otra Idea. En 1997 actúa en el festival 'Guerra de la Salsa' con La India, Rey Ruiz y Tony Vega. 
En el 2006 cruzó la frontera EE. UU.-México y accedió a Laredo, Texas llevando con él sólo a su familia (su mujer Massiel Valdés, y sus dos hijas Dalina y Alessia), talento y reputación. 
Su último disco, Love, fue lanzado en el 2010. Ahora vive en Tampa, Florida.
En marzo del 2013, tras siete años sin visitar su país, regresa a La Habana debido a una invitación que le hace el cantautor Silvio Rodríguez y realiza junto a él un concierto en el barrio Tamarindo, del municipio Diez de Octubre. Actualmente renueva su presencia en la escena musical cubana, realizando dúos con agrupaciones como Gente de Zona y participando en diversos festivales.[cita requerida]

## Discografía
- Dando la hora (1991)
- Con ganas (1993)
- Chevere de la Salsa/El caballero del Son (1994)
- El Año Que Viene (1995)
- Exclusivo Para Cuba/Otra Idea (1997)
- Desde Europa Con Sabor (La Primera Noche) (1998)
- Los Grandes Éxitos de Isaac Delgado/Malecón (2000)
- La Fórmula (2001)
- Versos en el Cielo (2002)
- Prohibido (2005)
- En Primera Plana (2007)
- Así soy (2008)
- L-O-V-E (2010)
- Supercubano (2011)
- Made in Habana (2016)
- Lluvia y Fuego (2019)

## Producciones discográficas con otras agrupaciones
- LP Pachito Alonso y su Kini Kini (CBS, España)
- LP La Mujer Precisa (Fonoson, Colombia)
- CD No te compliques. NG La Banda (EGREM)
- CD NG en la Calle. NG La Banda (EGREM)
- CD No se puede tapar el Sol. NG La Banda (EGREM)